# Spoorlijn Montérolier-Buchy - Motteville
De Spoorlijn Montérolier-Buchy - Motteville is een Franse spoorlijn van Montérolier naar Motteville. De lijn is 35,3 km lang en heeft als lijnnummer 354 000.

## Geschiedenis
Het gedeelte tussen Montérolier-Buchy en Clères inclusief het raccordement van Étaimpuis werd aangelegd door de Compagnie des chemins de fer du Nord en geopend op 18 april 1867. Het tracé tussen Motteville en Clères werd geopend door de Compagnie des chemins de fer de l'Ouest op 1 juli 1876. Dit lijngedeelte droeg oorspronkelijk het nummer 353 000. 
Al in 1877 werd duidelijk dat de doorgaande verbinding tussen Amiens en Le Havre niet ideaal was door de noodzaak kop te maken in Clères. Het duurde echter tot 23 december 1916 tot de rechtstreekse verbinding werd geopend tussen de aansluiting Le Pière en de aansluiting Beautot, mede ingegeven door strategische belangen gedurende de Eerste Wereldoorlog.
Op 2 oktober 1938 werd de lijn gesloten voor personenvervoer en tussen 1989 en 1991 werd ook het personenvervoer opgeheven. In 2008 werd de lijn na renovatie volledig heropend voor goederenvervoer.

## Treindiensten
De lijn wordt alleen gebruikt voor goederentreinen. In geval van verstoringen of werkzaamheden ook voor personenvervoer.

## Aansluitingen
In de volgende plaatsen is of was er een aansluiting op de volgende spoorlijnen:
Montérolier-Buchy
RFN 321 000, spoorlijn tussen Saint-Roch en Darnétal-Bifurcation
RFN 349 000, spoorlijn tussen Montérolier-Buchy en Saint-Saëns
aansluiting van Le Pière
RFN 352 300, raccordement van Étaimpuis
aansluiting Beautot
RFN 353 300, raccordement van Clères
Motteville
RFN 340 000, spoorlijn tussen Paris-Saint-Lazarte en Le Havre
RFN 358 000, spoorlijn tussen Motteville en Saint-Valery-en-Caux

## Elektrische tractie
De lijn werd in 2008 geëlektrificeerd met een spanning van 25.000 volt 50 Hz. 

## Galerij

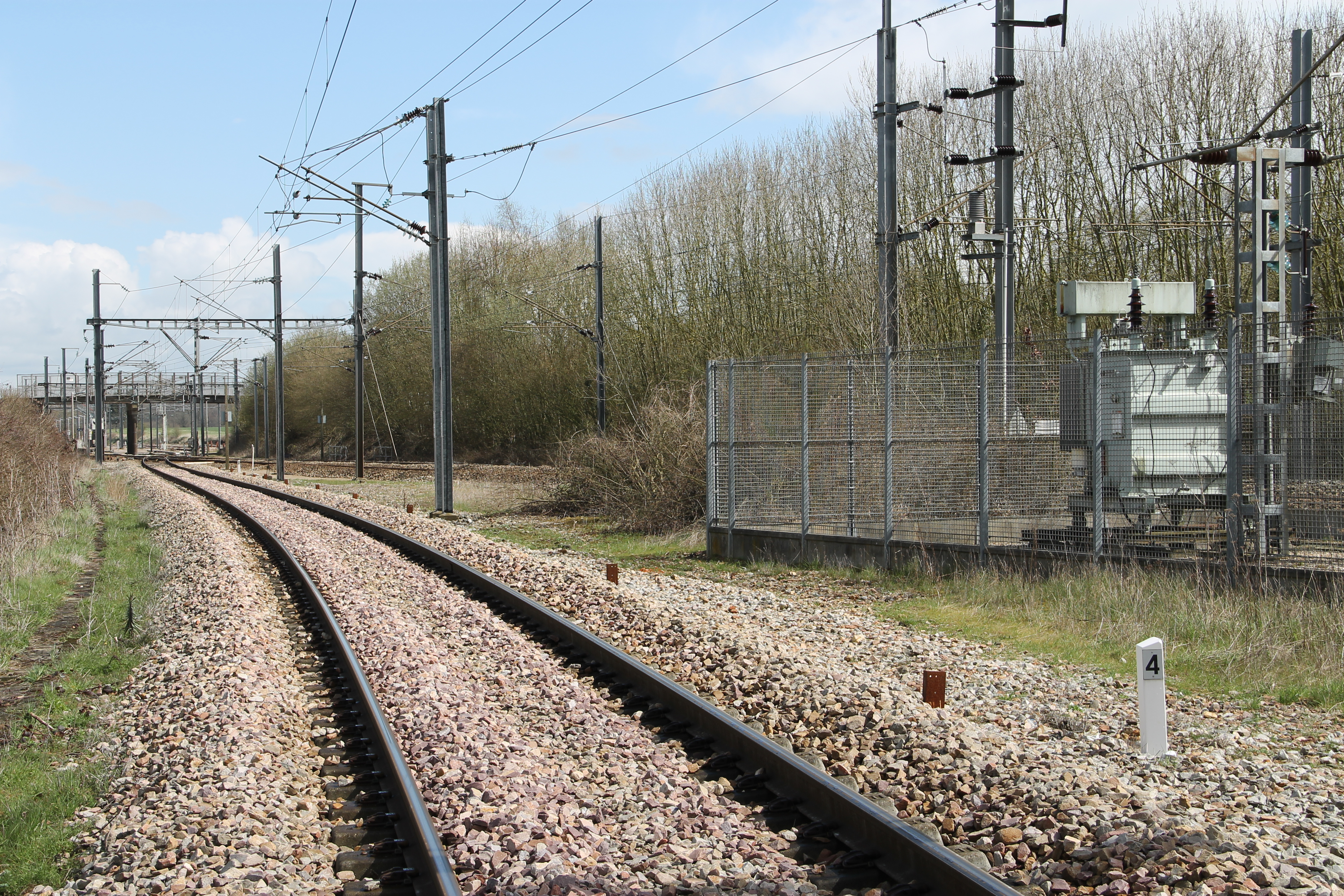
De aansluiting in Montérolier-Buchy, rechts de spoorlijn Saint-Roch - Darnétal-Bifurcation
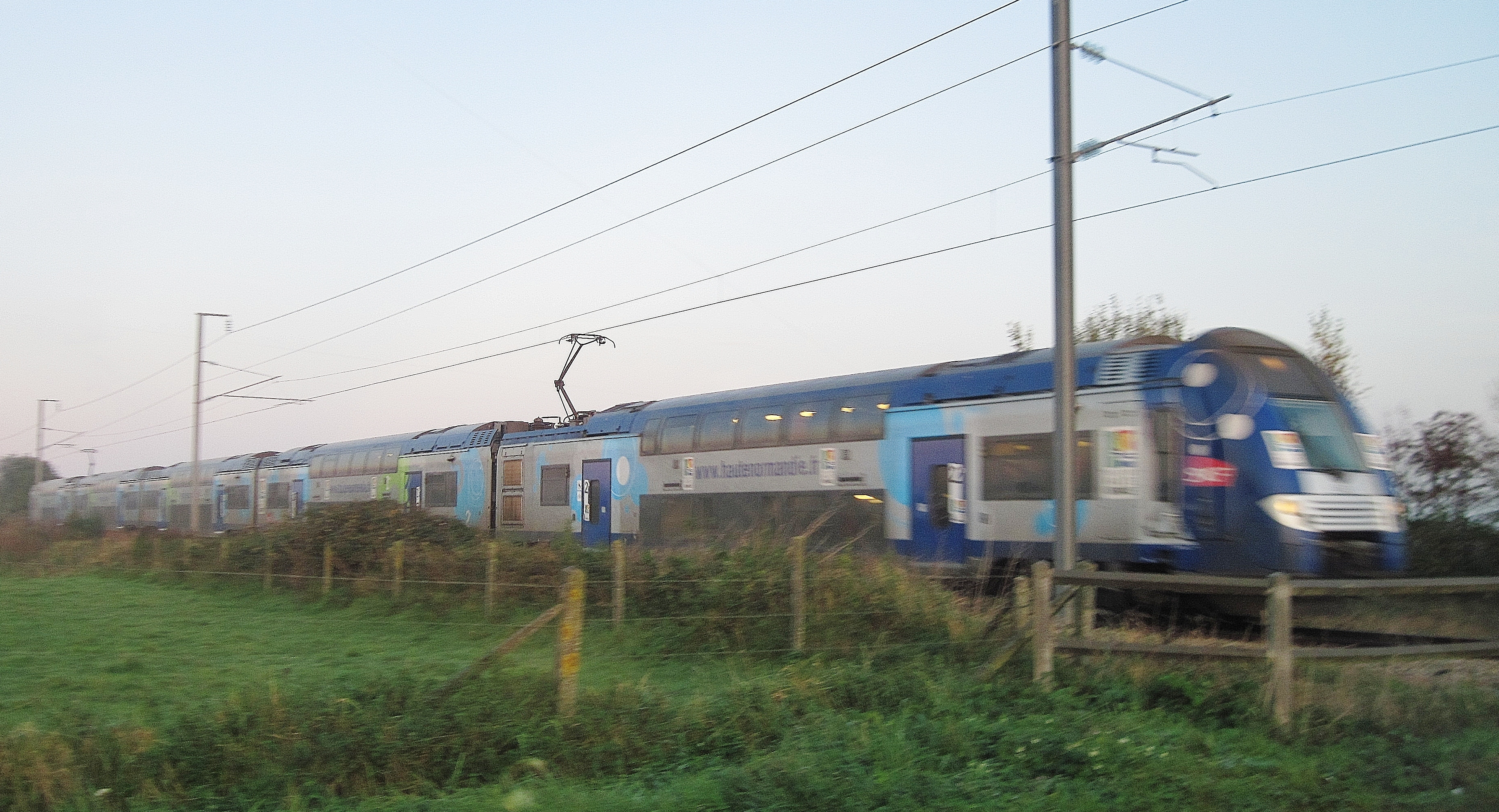
Omgeleide intercity in Roquemont
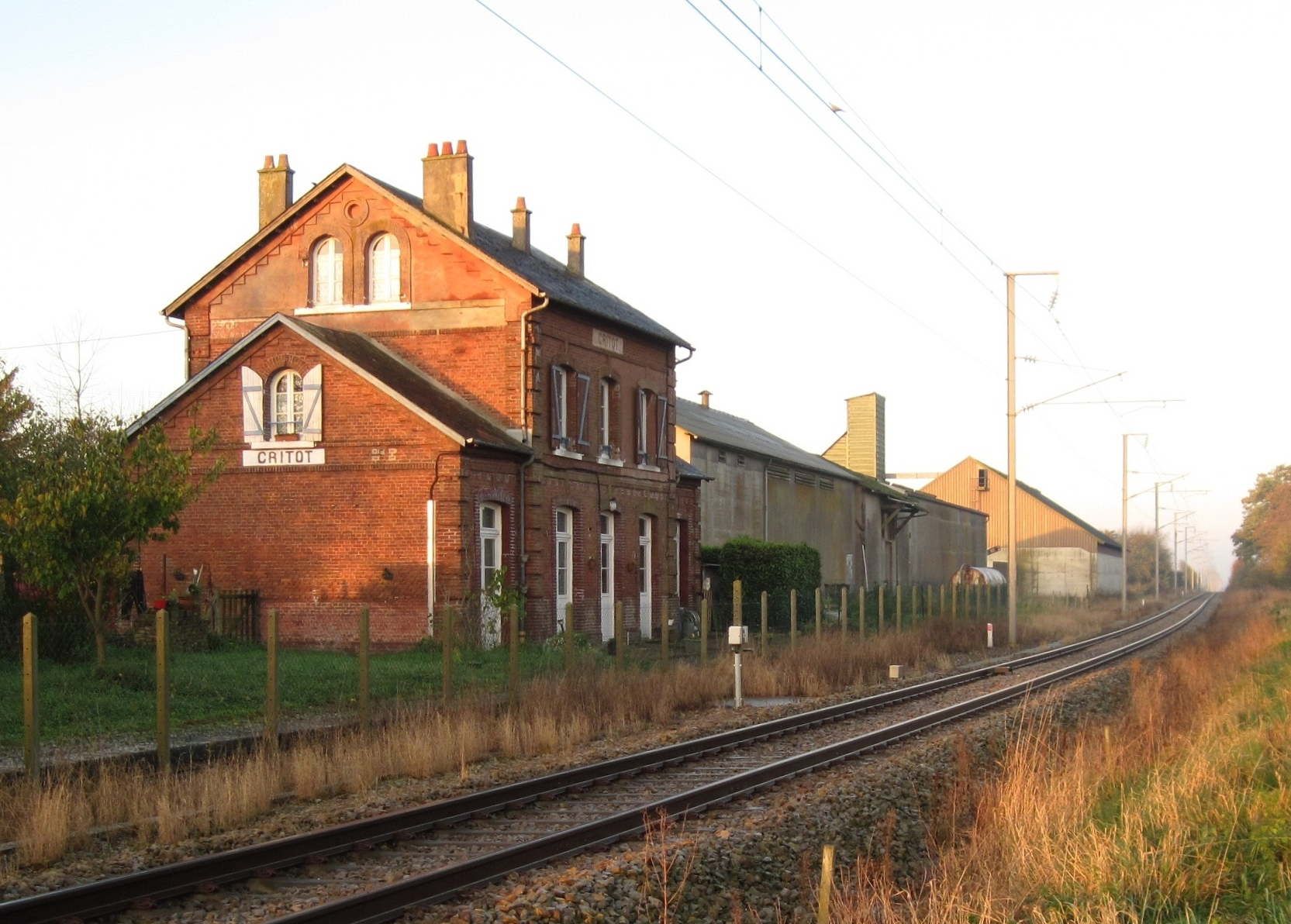
Voormalig station van Critot
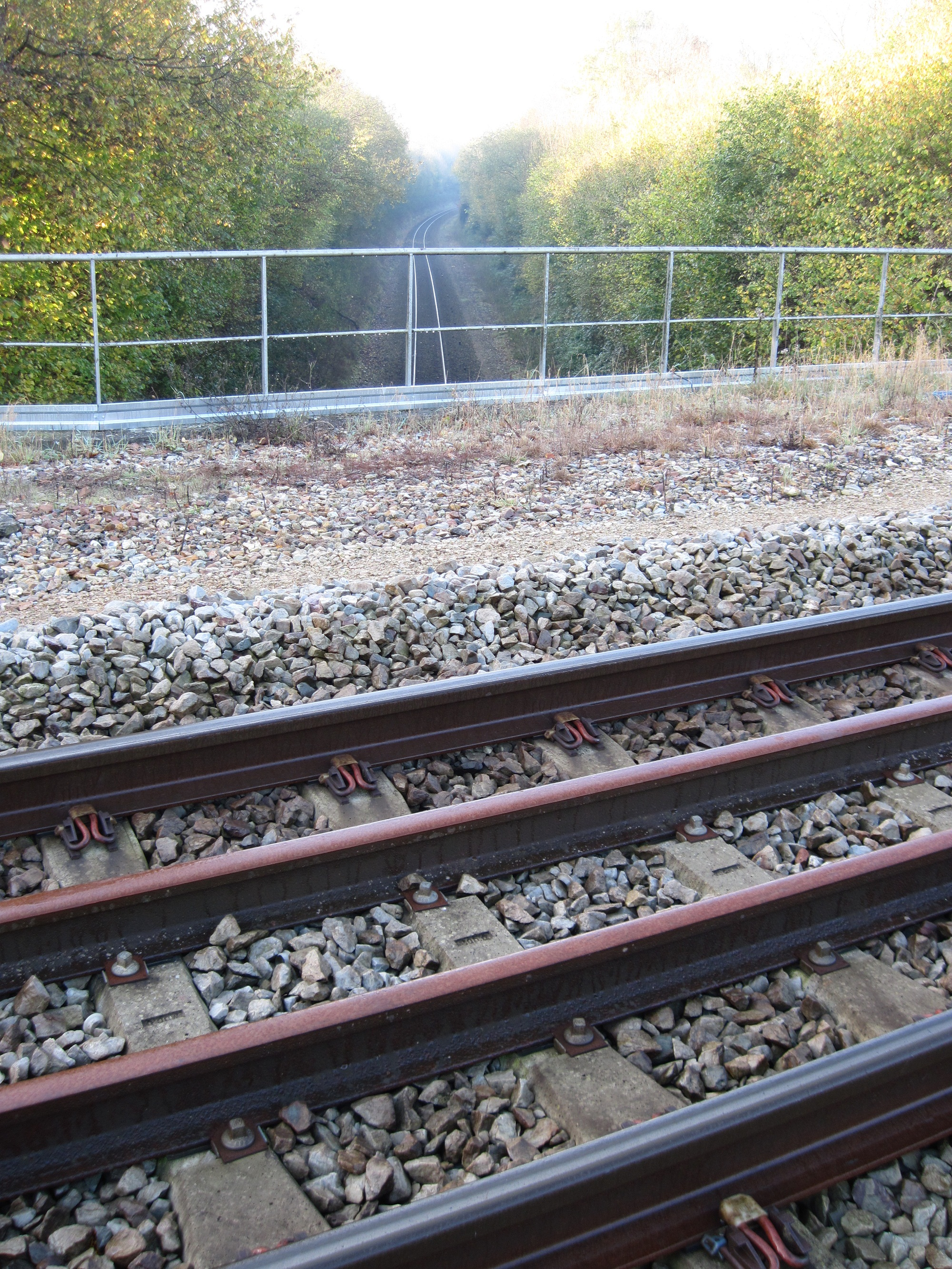
Viaduct over de spoorlijn Malaunay-Le Houlme - Dieppe
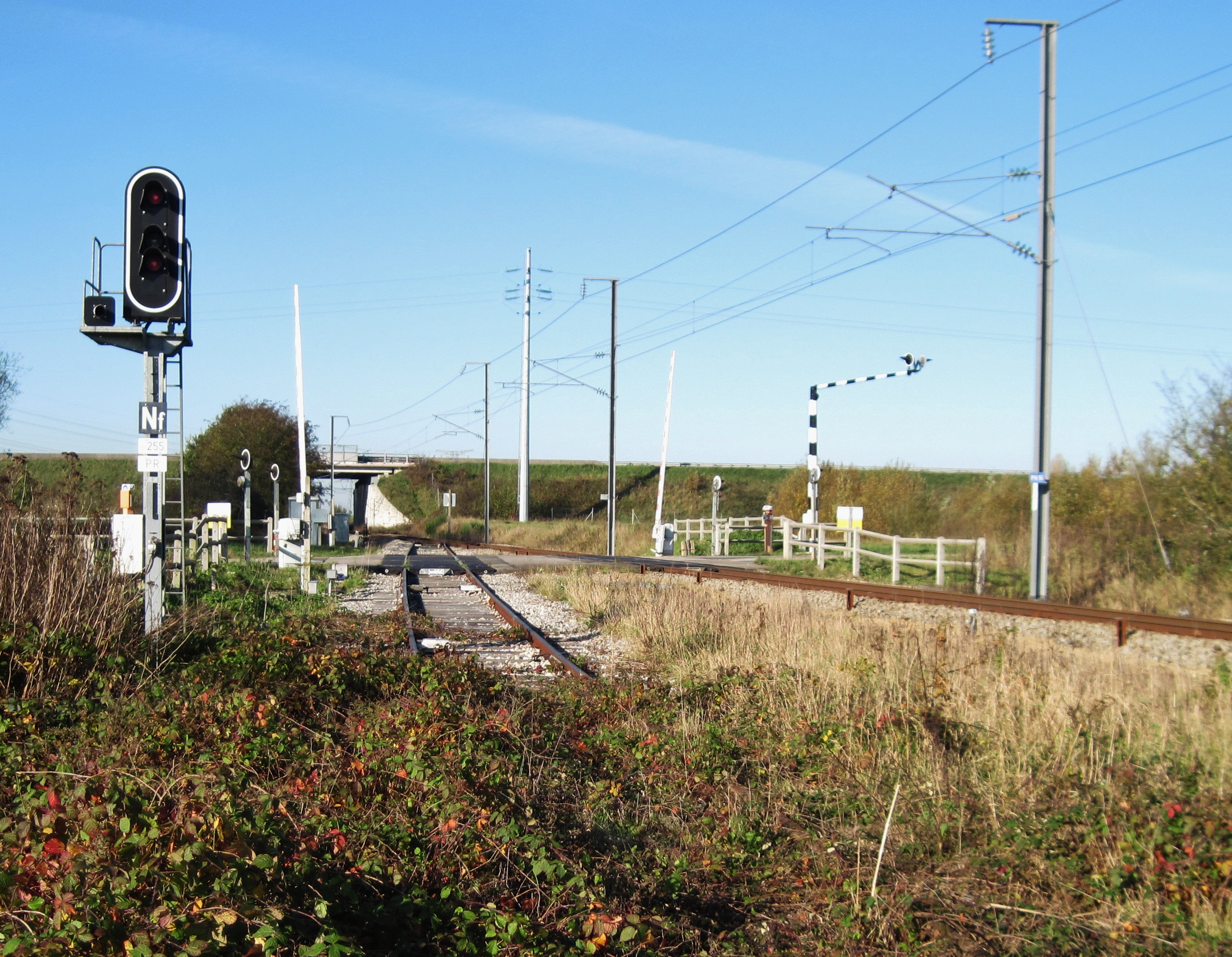
Aansluiting Beautot, links de overwoekerde sporen van het raccordement van Clères
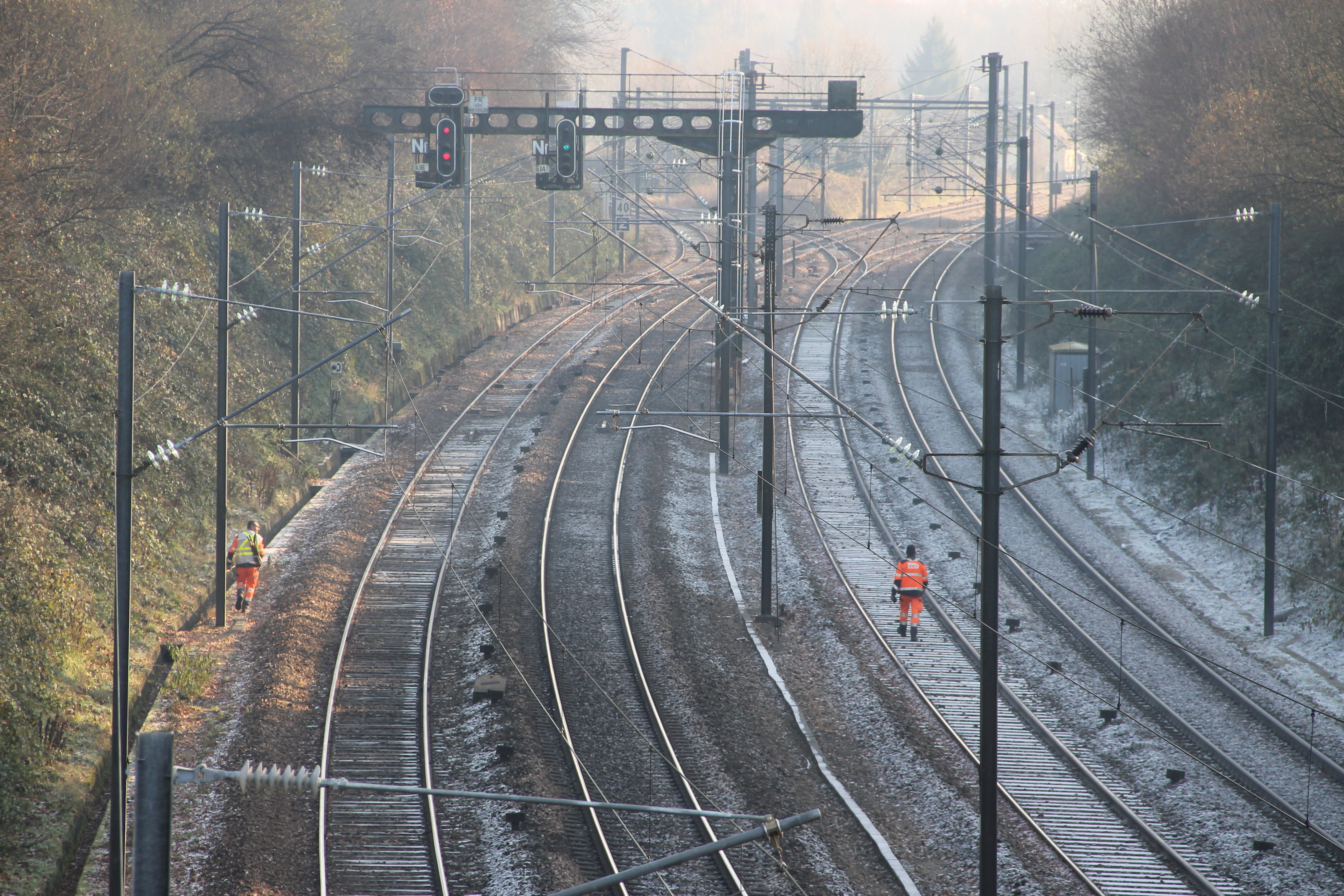
Aansluiting Motteville, rechts de spoorlijn Paris-Saint-Lazare - Le Havre